# Antonio Díaz (karateca)

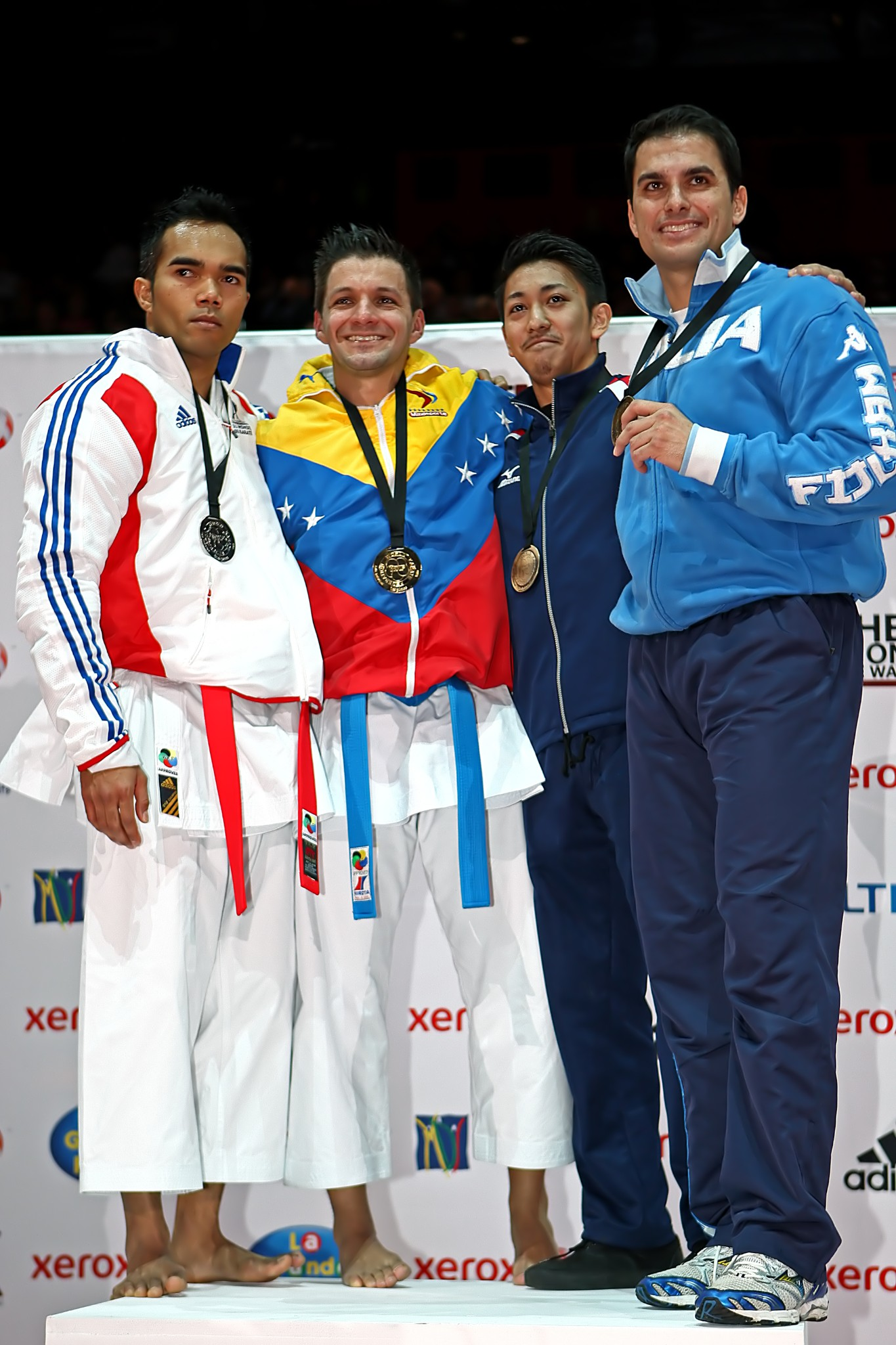

Antonio José Díaz Fernández é um karateca venezuelano. Ele é mais conhecido por conquistar a medalha de ouro na categoria kata no Campeonato Mundial na França em 2012 e na Sérvia em 2010, nos Jogos Mundiais em Cáli Colômbia e medalha de prata no Campeonato Mundial no Japão em 2008. Ele ganhou a medalha de bronze no Campeonato Mundial da WKF em 2002, 2004 and 2006 no kata individual masculino. Ele também levou a medalha de ouro no Campeonato Seniors da Federação Pan-americana de karatê 12 vezes até hoje.
Antonio tem dominado as competições de karatê na categoria kata. Seu maior adversário Luca Valdesi. Eles se enfrentaram 18 vezes e o Díaz venceu oito vezes.